# Seznam nemških diplomatov
Seznam nemških diplomatov.

## A
- Peter Ammon
- Claus von Amsberg
- Hans Georg von Arnim-Boitzenburg
- Harry von Arnim

## B
- Grof Johann Heinrich von Bernstorff
- Otto von Bismarck
- Hans Caspar von Bothmer
- Willy Brandt
- Ulrich Graf von Brockdorff-Rantzau

## C
- Friedrich Rudolph Ludwig von Canitz
- Jürgen Chrobog

## D
- Georg Ferdinand Duckwitz

## E
- Philip Eulenburg

## F
- Joschka Fischer
- Oskar Fischer
- Peter Florin
- Rüdiger von Fritsch

## G
- Hans Dietrich Genscher
- Hans von der Groeben (1907-2005)
- Wilhelm Grewe (1911-2000)

## H
- Ulrich von Hassell (1881-1944)
- Peter Hermes
- Hans von Herwarth
- Christoph Heusgen
- Paul von Hintze (1864–1941)
- Leopold von Hoesch

## I
- Wolfgang Ischinger (1946-)

## J
- Gottlieb von Jagow

## K
- Klemens von Ketteler
- Klaus Kinkel
- Fritz Kolbe

## L
- Alexander Graf Lambsdorff (1966)
- Hagen Graf Lambsdorff (1926-2009)
- Antje Leendertse
- Gottfried Wilhelm Leibniz

## M
- Heiko Maas
- Karl Max, Fürst von Lichnowsky
- Georg Friedrich von Martens
- Ottmar von Mohl
- Ewald Moldt

## N
- Konstantin von Neurath (1873–1956)

## O
- Adam Olearius

## P
- Franz von Papen
- Eleonore Staimer, geb. Pieck (1906-1998)
- Papež Pij II.

## R
- Ernst vom Rath
- Walther Rathenau
- Johann Richard Rham
- Joachim von Ribbentrop
- Hermann von Richthofen

## S
- Klaus Scharioth
- Rudolf von Scheliha
- Wilhelm von Schoen
- Friedrich Werner von der Schulenburg
- Berndt von Staden (1919-2014)
- Oscar Wilhelm Stübel

## T
- Adam von Trott zu Solz
- Helmut Türk

## W
- Rüdiger von Wechmar
- Ernst von Weiszäcker
- Otto Winzer
- Manfred Wörner